# CRISPR/Cas9

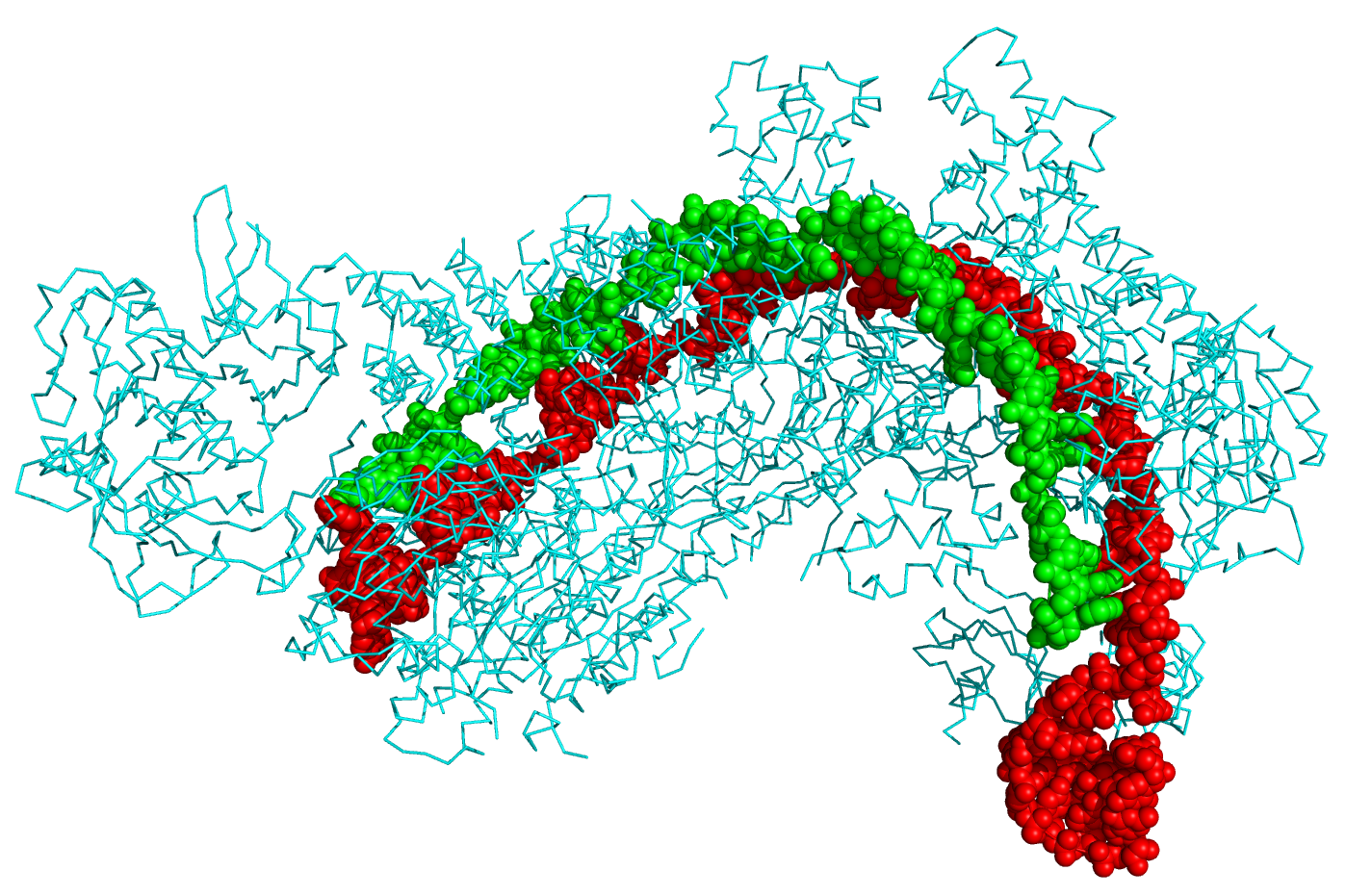
Kristallstruktur för ett CRISPR-RNA-styrt övervakningskomplex, Cascade, bunden till ett ssDNA-mål.

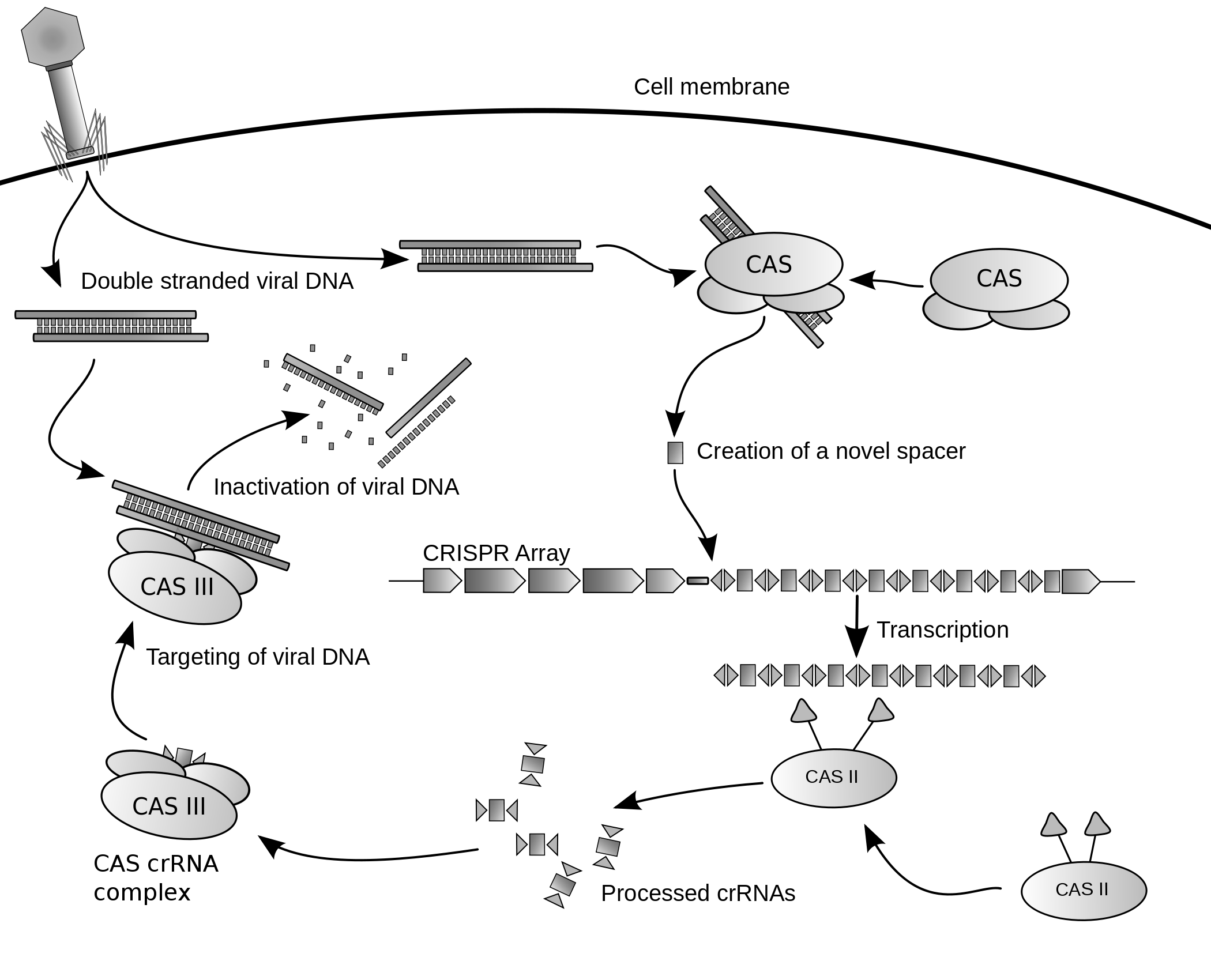

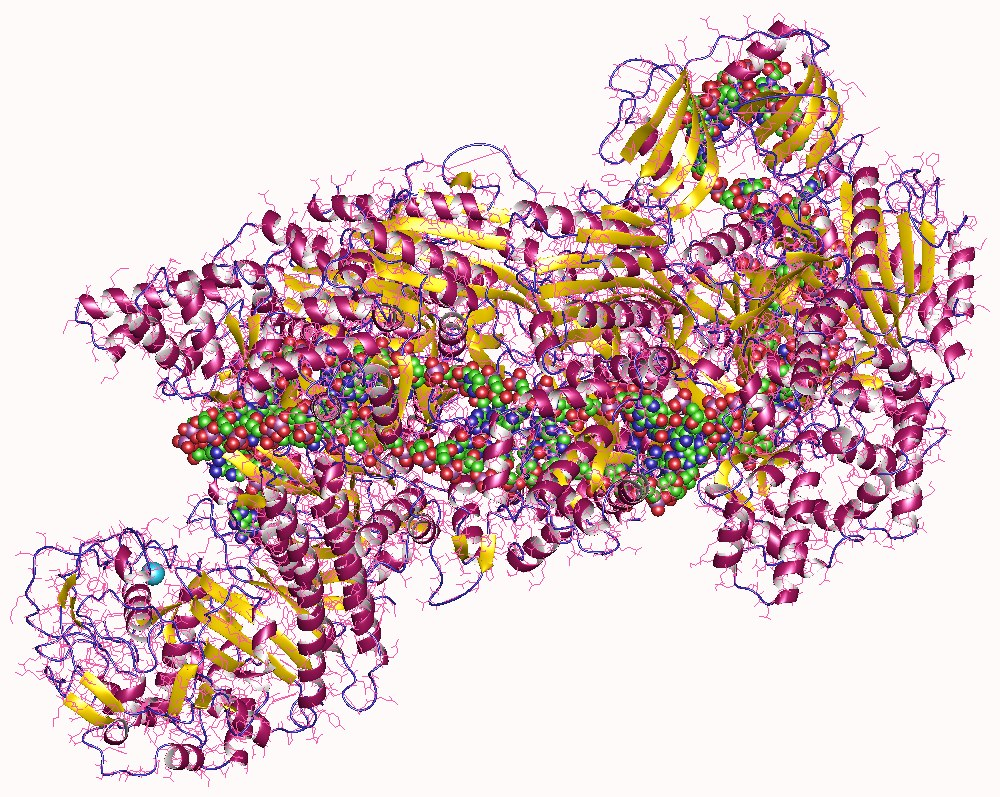

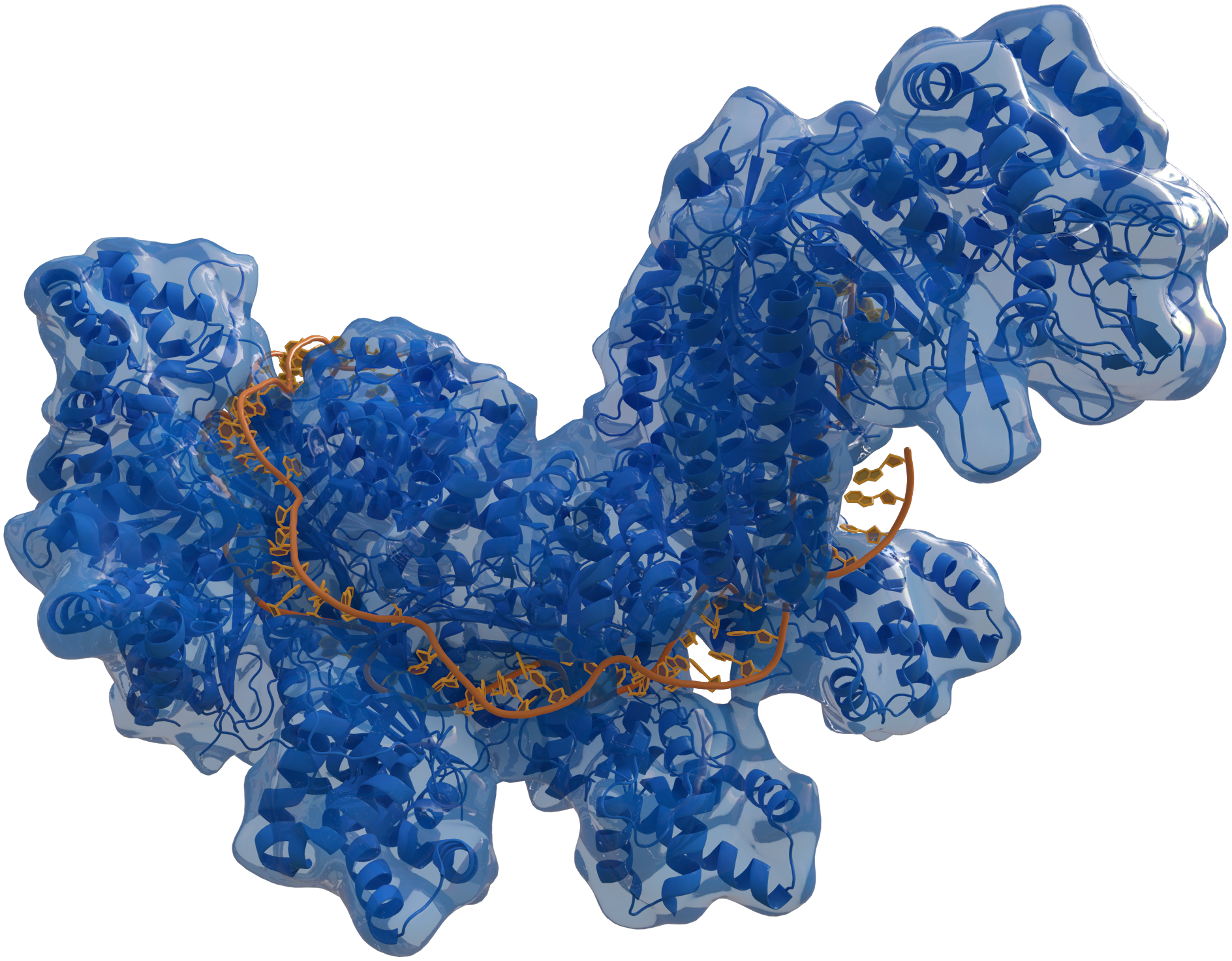

CRISPR/Cas9 är ett molekylärt maskineri som finns i vissa bakterier och arkéer, bland andra Streptococcus pyogenes. I naturen är det ett immunförsvar som har till uppgift att förstöra inkräktande DNA-kedjor, till exempel från attackerande virus, genom att klippa sönder inkräktarens DNA. Maskineriet beskrivs därför som en gensax. Maskineriet har modifierats och förenklats så att det kan användas inom bioteknik som en metod för genmodifiering även av andra organismer, exempelvis växter, djur och mänskliga celler. Nobelpriset i kemi 2020 går till gensaxens upptäckare, Emmanuelle Charpentier och Jennifer Doudna, för modifieringen av gensaxen.
Gensaxen har två huvudbeståndsdelar. Den ena är ett protein, Cas9, som är ett enzym som klipper av DNA-kedjor. Den andra är en samling av DNA-fragment, CRISPR. Cas9 plockar ut ett DNA-fragment ur CRISPR och letar efter förekomster av samma sekvens i andra DNA-kedjor. När Cas9 träffar på en sådan klipper den bort denna förekomst. Denna DNA-kedja förlorar därmed sin förmåga att utföra sin funktion. Om DNA-kedjan hörde till ett attackerande virus kan detta innebära att anfallaren har oskadliggjorts. På liknande vis kan gensaxen användas för att genetiskt modifiera grödor så att de blir motståndskraftiga mot mögel, skadedjur och torka.

## Om CRISPR
CRISPR är en förkortning av det engelska namnet Clustered Regularly Interspaced Short Palindromic Repeats som betyder ungefär Grupperade och jämnt utspridda korta palindromiska repeterade sekvenser. Namnet beskriver hur fragmentsamlingen ser ut. Det är en lång DNA-kedja. I denna kedja finns en kort och palindromisk sekvens som återkommer ett stort antal gånger. Mellan dessa förekomster av samma sekvens finns andra sekvenser som har mycket olika innehåll men alltid samma längd. Det är dessa mellanrum som innehåller informationen om vilka DNA-kedjor som ska förstöras. 

## Om Cas9
Huvudartikel: Cas9
Cas9 är en endonukleas, ett enzym. Namnet är en förkortning av CRISPR Associated System number 9 som betyder ungefär CRISPR-associerat system nummer 9. Det förekommer flera olika sådana system i olika bakteriearter. Cas9 består av ett enda protein, medan de andra kända Cas-varianterna är mer komplicerade.

## Upptäckten
Emmanuelle Charpentier och hennes forskargrupp vid Molecular Infection Medicine Sweden (MIMS) vid Umeå universitet upptäckte 2009 hur Streptococcus pyogenes utnyttjade enzymet Cas9 i sitt försvar mot virusangrepp (publicerat i tidskrifterna Nature 2011 och i Science 2012). Forskning av Emmanuelle Charpentier och Jennifer Doudna, som publicerades 2012, möjliggjorde arbete med stabiliserad konstgjord Cas9, vilket lett till en serie framsteg i användningen av denna gensax-teknik.

## Användning
Den Cas9-baserade metoden har sedan omkring 2012 inneburit väsentligt mer preciserad och pålitlig teknik för att påverka DNA-strängar i cellkärnor. Tekniken används bland annat av molekylärbiologer, för att göra ändringar i arvsmassan hos olika organismer. Även växtfysiologer prövar tekniken för att utveckla grödor som motstår mögel, skadedjur och torka. I Sverige har Jordbruksverket besvarat frågor från växtforskare vid Umeå universitet och Sveriges lantbruksuniversitet med att vissa växter som modifierats med CRISPR/Cas9-tekniken faller inom ramen för vad som betraktas som genetiskt modifierade organismer (GMO) – och därför omgärdas av ett omfattande regelverk – medan andra tillåts helt utan restriktioner, då inget främmande DNA tillförts utifrån.
En av forskarna som tillfrågat Jordbruksverket, Stefan Jansson vid Umeå Plant Science Center, blev hösten 2016 (troligen) den förste att odla CRISPR/Cas9-modifierad kål i sin trädgård – och provsmakade denna tillsammans med en reporter från Sveriges Radio-programmet Odla med P1.